# Surville (Manche)
Surville település Franciaországban, Manche megyében. Lakosainak száma 198 fő (2018. január 1.). Surville Baudreville, Bolleville, Glatigny, Montgardon, Saint-Rémy-des-Landes és Saint-Symphorien-le-Valois községekkel határos.

## Népesség
A település népessége az elmúlt években az alábbi módon változott:
| Lakosok száma | 185  | 170  | 186  | 167  | 134  | 199  | 195  | 202  | 199  | 198  |
|               | 1962 | 1968 | 1982 | 1990 | 1999 | 2008 | 2011 | 2013 | 2017 | 2018 |